# Sigismond II d'Anhalt-Dessau
Sigismond II d'Anhalt-Dessau (mort après le 22 mai 1452 et avant le 2 octobre 1458) est un prince allemand de la maison d'Ascanie corégent de la principauté d'Anhalt-Dessau de 1405 à sa mort.

## Biographie
Sigismond II est le 4e fils de  Sigismond Ier d'Anhalt-Dessau et de son épouse Judith, fille de Gebhard XI, comte de Querfurt. Après la mort de son père en 1405, Sigismond hérite de la  principauté d'Anhalt-Dessau conjointement avec ses frères aînés Valdemar IV et Georges Ier et avec son frère cadet Albert V comme corégents du fait des règles successorales de la maison d'Ascanie, il n'y eut pas de division des possessions patrimoniales entre eux.
Sigismond épouse Mathilde (morte en 1443), fille de Bernard VI d'Anhalt-Bernbourg. Les deux époux étaient 
des descendants directs de Henri Ier d'Anhalt, par le biais de  ses fils Bernard Ier, ancêtre de Mathilde, et Siegfried Ier ancêtre de Sigismond. Leur union resta stérile et sans héritier direct,  à sa mort Sigismond laisse sa succession à ses frères survivants et corégents.